# Malmökonferensen
Malmö International Forum on Holocaust Remembrance and Combating Antisemitism 12-13 oktober 2021 (Internationellt Forum för hågkomst av Förintelsen och mot antisemitism), även känd som Malmökonferensen eller Malmöforumet, var en internationell konferens mot antisemitism och för ihågkomst av Förintelsen som hölls i Malmö i Sverige. Sveriges statsminister Stefan Löfven stod som värd.

## Tidpunkt
Konferensen var ursprungligen tänkt att hållas 26-27 oktober 2020, ungefär 20 år efter Göran Perssons Förintelsekonferensen i Stockholm i januari år 2000, samt 75 år efter andra världskrigets slut. På grund av Coronapandemin sköts konferensen ett år framåt i tiden, till oktober 2021.

## Deltagare
Stefan Löfven var mötets värd och även kung Carl XVI Gustaf och drottning Silvia var närvarande. Deltagande utländska stats- och regeringschefer var bland andra Finlands president Sauli Niinistö, Lettlands president Egils Levits, Albaniens premiärminister Edi Ram, Ukrainas premiärminister Denys Sjmyhal och Estlands premiärminister Kaja Kallas. Danmark skickade sin justitieminister Nick Hækkerup, och Norge, Argentina och Australien deltog genom sina ambassadörer. Flera toppolitiker valde att delta genom länk eller förinspelat meddelande istället för att vara där på plats, såsom Frankrikes president Emmanuel Macron, Israels president Isaac Herzog, USA:s utrikesminister Antony Blinken, Europeiska kommissionens ordförande Ursula von der Leyen och FN:s generalsekreterare Antonio Guterres.

## Säkerhet
Svenska polisen och Säkerhetspolisen bevakade konferensen, och Sverige samarbetade med andra nordiska stater.